# رمان
رُمان (به فرانسوی: Roman، غُمُ) (به آلمانی: Roman، غُمَن) گونه‌ای از ادبیات داستانی است که به نثر نوشته می‌شود و در مقایسه با داستان‌های کوتاه، از حجم و گستردگی بیشتری برخوردار است. این قالب ادبی معمولاً روایت پیچیده‌ای از زندگی شخصیت‌ها را در بر می‌گیرد و شامل پیرنگ، درونمایه و فضایی منسجم است. تاریخچه شکل‌گیری رمان به شکلی که امروزه شناخته می‌شود، به چندین سده پیش بازمی‌گردد و در طول زمان، دگرگونی‌های بسیاری را در ساختار و محتوای خود تجربه کرده است. این گونه ادبی به نویسنده امکان می‌دهد تا با بهره‌گیری از ابزارهایی چون توصیف، گفت‌وگو و کشمکش، جهانی خیالی یا واقع‌گرا را برای خواننده ترسیم کند. رمان‌ها را می‌توان بر پایه معیارهای گوناگونی مانند سبک، دوره تاریخی یا درونمایه طبقه‌بندی کرد. این گوناگونی سبب شده است تا مخاطبان با سلیقه‌های مختلف بتوانند آثار دلخواه خود را بیابند. خواندن رمان می‌تواند به درکی ژرف‌تر از شرایط انسانی، جوامع و تاریخ بیانجامد. رمان به عنوان قالبی روایی، همواره جایگاه خود را به عنوان یکی از پرطرفدارترین و کارآمدترین شکل‌های بیان هنری و فرهنگی نگاه داشته است.

## ریشۀ زبانی
رمان، یک واژه‌ی فرانسوی است، به معنای داستانی که به نثر نوشته شود و شامل اتفاقات و حوادثی ناشی از تخیل یا خاطرات واقعی نویسنده باشد. رمان، موضوعیت و اقسامی متنوعی دارد، از جمله؛ رمان آموزشی که داستانی است شامل مطالب علمی، طبیعی و فلسفی، رمان پلیسی که داستانی حاکی از حوادث مربوط به دزدی، جنایت و کشف آن‌ها توسط کاراگاهان زبردست است، رمان تاریخی که داستانی است که اساس آن مبتنی بر وقایع تاریخی باشد و رمان عاشقانه که داستانی است که شالودهٔ آن بر عشق نهاده باشد. علاوه بر تخیلات، اتفاقات واقعی به وقوع پیوسته نیز می‌توانند قسمتی یا تمام محتوای یک رمان را تشکیل دهند، همانند بسیاری از رمان‌هایی که در حال حاضر توسط نویسندگان مختلفی بر اساس اتفاقات واقعی نوشته شده‌اند.
در سده ۱۸ (میلادی) کلمهٔ «رمان» بیشتر برای اشاره به قصّه‌های کوتاه در مورد عشق و توطئه به کار می‌رفت. اما در ۲۰۰ سال اخیر، رمان تبدیل به یکی از مهم‌ترین اشکال ادبی شده‌است. رمان را گونه غالب در دوران نوگرایی دانسته‌اند.
رمان در زبان فارسی، مترادف نوول در زبان انگلیسی است. نوول به معنی نو، جدید، بدیع، رمان، داستان‌های کوتاه، کتاب داستان و داستان عشقی کوتاه آمده‌است. علت وارد شدن کلمهٔ رمان به جای کلمهٔ نوول به زبان فارسی را می‌توان در نزدیکی بیشتر ایرانیان متجدد و واردکنندهٔ محصولات فرهنگی به ایران، به زبان فرانسه دانست.

## تاریخچه

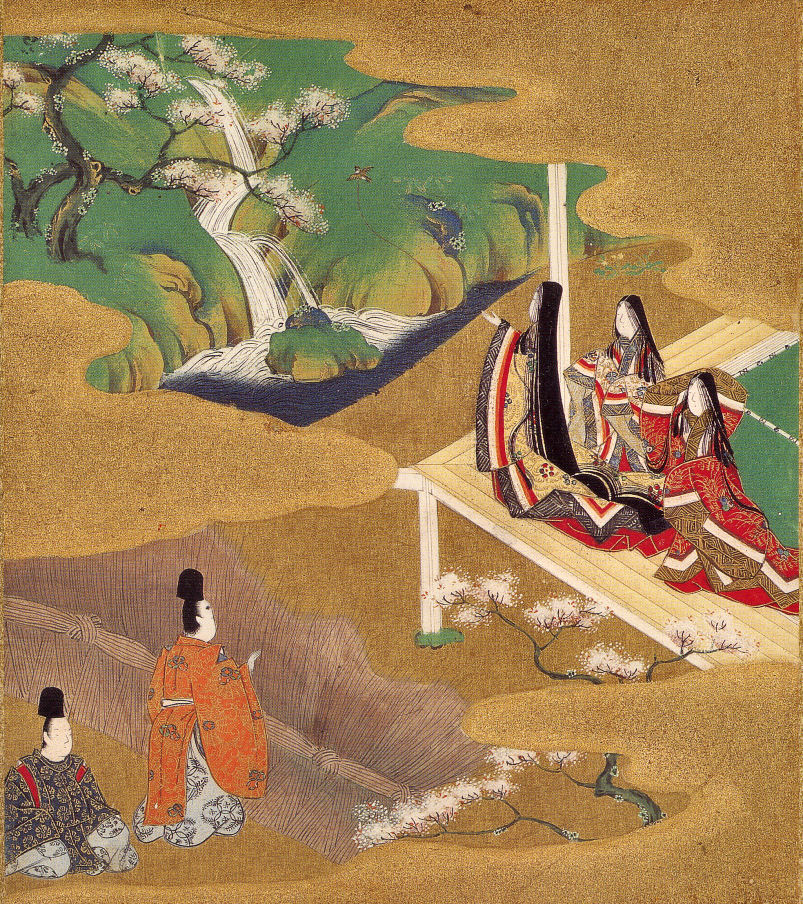
نگاره‌ای اثر سدهٔ ۱۷ از یکی از صحنه‌های داستان گنجی؛ به باور برخی این اثر نخستین رمان تاریخ است، که به زبان ژاپنی نوشته شده

در اصل کلمهٔ رمان، بیانگر زبان پیشین و عامیانهٔ فرانسویان بود که در مقابل زبان لاتین، زبان عالمانه و ادبی آن روزگار، قرار داشت. ضمناً به آثار ادبی منظوم از نوع داستان‌های تخیلی و ساختگی که به زبان رومیایی (رمان) کتاب شده بود نیز گفته می‌شود. نظیر رمان‌های حاوی اوضاع و احوال شوالیه‌ها یا رمان‌های سازگار و متناسب با نزاکت و تعلیم و تربیت. رمان در مورد همهٔ آن چیزهایی گفته می‌شود که مربوط به تمدن، هنر و مخصوصاً زبان‌های آن ردیف از کشورهایی است که از قرن پنجم تا قرن دوازدهم میلادی تحت سیطرهٔ مادی و معنوی رومی‌ها بودند. از میان زبان‌های رمان می‌توان فرانسوی، ایتالیایی، اسپانیایی، رومانیایی و پرتغالی را نام برد. در قرون وسطی رمان به زبان ادبی شمال فرانسه و از ۱۰۶۶ میلادی به زبان ادبی انگلستان نیز گفته می‌شده‌است. در نتیجه می‌توان گفت که از قرن ۱۲ میلادی به بعد، فرانسه شمالی و انگلستان زمینهٔ مساعدی را برای رشد و انتشار فرهنگ و تمدن فراهم آورده بودند که بیان ادبی دست اول آن زبان رمان و به صورت داستان‌سرایی و قصه‌گویی منظوم بود. بدین ترتیب نوع ادبی داستانی از آن‌جا که به زبان رمان نوشته می‌شود، به رمان معروف شد. در قرون وسطی داستان شهسوارانه مطلوب شمرده می‌شد (از همان نوع داستان‌های عیاری فارسی). در قرن شانزدهم فرانسوا رابله و سروانتس آن را به معنای کمابیش امروزی به کار بردند که در قرن هفدهم جا افتاد. سرانجام در قرن نوزدهم، رمان چه از نظر شمار آثار و چه از لحاظ زبان و ساختار، به اوج شکوفایی رسید. از این‌رو قرن نوزدهم را دورهٔ خاصی در تاریخ داستان‌نویسی در اروپا و مبدأ اشاعهٔ آن در نقاط دیگر جهان می‌شناسند.

## ساختار رمان
ساختار رمان ارتباط بین دو نظم است. نظم عددی صفحه‌ها و نظم زمانی وقایع. رمان به شکل کتاب است و از صفحه‌هایی تشکیل شده‌است که به ترتیب خوانده می‌شوند. ضمناً رمان روایتی است که از حوادثی که در طول زمان روی می‌دهند. ساده‌ترین ساختار برای رمان، ساختاری است که در آن، هر دو نوع نظم برهم منطبق شوند. یعنی اولین حادثه در کتاب، همان واقعهٔ مهمی است که پیش از همه روایت می‌شود. پیش از این هیچ حادثه‌ای آن‌قدر اهمیت ندارد که در بخش‌های بعدی کتاب بر آن تأکید شود. با پیشتر رفتن و ورق زدن کتاب، حوادث به ترتیب زمانی به دنبال هم می‌آیند و وقتی به صفحهٔ پایانی رسیدیم، آخرین رویداد مهم پایان می‌پذیرد. البته چنین ساختار ساده‌ای بسیار کم دیده می‌شود. اغلب اولین فصل کتاب شامل میانه یا پایان حادثه‌ای است و آخرین فصل میانه‌ای است که پایانش به تخیل خواننده واگذار شده‌است. گاهی ساختار بسیار پیچیده‌است. به‌طوری‌که وقایع رمان به‌طور مکرر از گذشته به آینده در حال نوسان است.

### ضد رمان
«رمان نو» به آنچه در رمان سنتی معمولاً قهرمان یا شخصیت (پرسوناژ) و روند منطقی سلسله حوادث داستان گفته می‌شود اعتقادی ندارد. بلکه به روان‌کاوی جنبه‌های غیرعادی و نقاط تاریک شخصیت انسان می‌پردازد. شخصیت داستان هویت خاصی ندارد، تبدیل می‌شود یک حرف اول اسم یا یک ضمیر شخصی مذکر و مؤنث. در رمان کلاسیک ماجرا با درک دنیایی نظم یافته مطابقت دارد، ولی در رمان نو داستان در هم می‌ریزد. رمان نو به ویژه هرگونه اشتغال ذهنی ایدئولوژیک را دور می‌ریزد. به نظر آلن رب گری‌یه، انتقال یک اندیشه، به‌کارگیری قالب سنتی را ایجاب می‌کند. در رمان نو، نه جذابیت موضوع برای نویسنده اهمیت دارد، نه تسلسل منطقی حوادث و نه شخصیت‌های داستان. موضوع فقط قالبی است برای بازنمایاندن سلسله حوادثی که ممکن است هیچ ربطی به هم نداشته باشند و شخصیت‌ها، نظیر رهگذرانی هستند که از خیابان یا کوچه‌ای می‌گذرند.
همین مسأله یعنی استفاده از نمادها و اجسام قابل لمس، شگردی است که توسط آن‌ها می‌توان احساسی را به راحتی و کامل به مخاطب انتقال داد.

## ضد رمان نگارشی اوج (Crisis) نامعلوم است

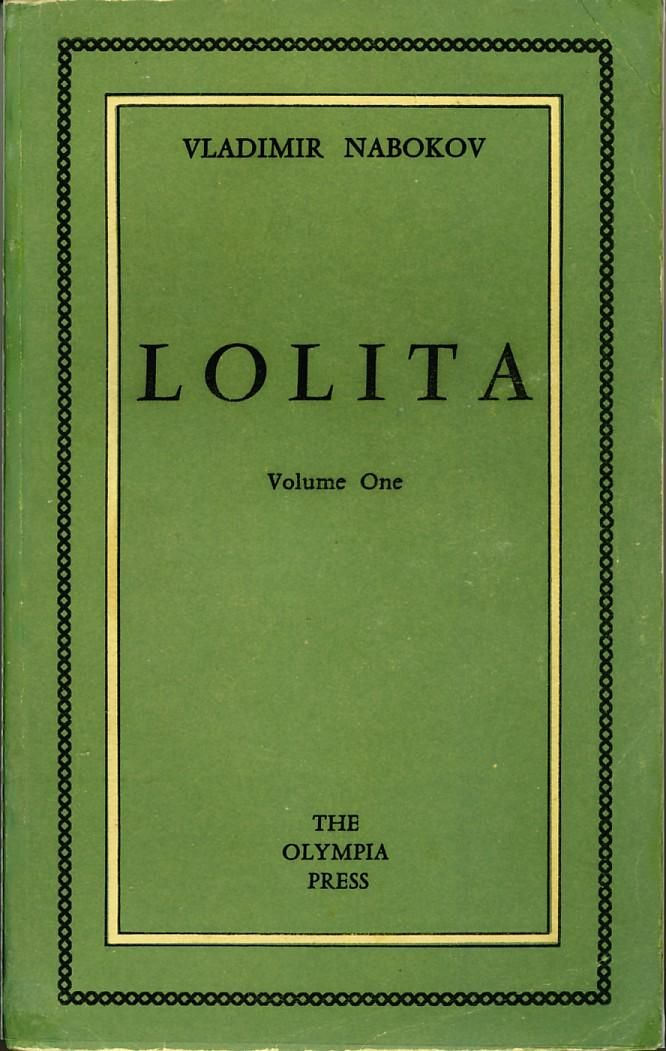
لولیتا رمان مشهور ادبیات اروتیک

رمان‌نویسان خود محصول دوره و زمانه و جامعه‌ای هستند که در آن زندگی می‌کنند. این گفته روشن می‌کند که با تغییرات جامعه، رمان نیز تغییر می‌کند و شکل تازه‌ای به خود می‌گیرد. کارلوس فوئنتس در آغاز مقالهٔ سروانتس و نقد خواندن می‌گوید: «اگر از من بپرسند عصر جدید از چه زمانی آغاز شد، می‌گویم از آن زمانی که دن کیشوت لامانچا در سال ۱۶۰۵ میلادی دهکدهٔ خود را ترک گفت، به میان دنیا رفت و کشف کرد که دنیا به آنچه او درباره‌اش خوانده، شباهتی ندارد». به عبارتی، دن کیشوت همان من تنها یا انسان مدرنی است که از نیروهای غیر بشری و حمایت‌های اساطیری بهره‌ای ندارد و خود باید به تنهایی به مبارزه با دنیایی برخیزد که با او بیگانه‌است. در حالی که در حماسه‌ها و رمانس‌ها و داستان‌های پهلوانی اگر دقت کنیم، می‌بینیم که آشیل و ادیپوس یونانی، جهان را همان‌طور تفسیر می‌کنند که آرتورشاه انگلیسی و رولان فرانسوی. اینان در آنچه می‌بینند تردید نمی‌کنند و به حقیقتی یگانه باور دارند. آلخوکار پانتیه می‌گوید: «سروانتس «من» جدیدی ابداع می‌کند» و اکتاویو پاز در تعریف ادبیات جدید می‌گوید: «ادبیات جدید هم مثل ادبیات گذشته از قهرمانان و اوج و فرود آنان می‌گوید اما آنان را تحلیل هم می‌کند. دن کیشوت، آشیل نیست؛ او در بستر مرگ سخت به کندوکاو در وجدان خود می‌پردازد». به زبان دیگر، رمان مدرن غربی مبتنی بر اندیشه‌های اومانیستی پس از رنسانس است
در واقع از دن کیشوت به بعد است که هم‌زمان با کشفیات جدید در علم و جنبش‌هایی نظیر دین‌پیرایی تقابل انسان با گذشتهٔ خویش آغاز می‌شود و فرزندان این زمانه، رمان مدرن می‌نویسند.

### شاخصه‌های رمان مدرن
مهمترین مؤلفه‌های رمان مدرن از دیدگاه فلسفی هنر عبارتند از: بحران واقع‌نمایی، مرکزیت‌زدایی، آشنایی زدایی، انزوا و ابهام معنایی. از نظر صوری نیز رمان مدرن با قهرمان سنتی، طرح قصه و راوی المپی وداع می‌گوید. کنراد کنست فقدان فضای معنوی و تجلی ارزش‌های اخلاقی را مهم‌ترین شاخصهٔ رمان مدرن می‌داند و معتقد است این رمان‌ها از نظر حال و هوا بسیار متشنج و دارای تضاد هستند. دیگر عبارتی از انجیل و ایمان به انسانیت، که تغییری نکرده باشد، در میان این منجلاب هزل و غرائز پست پیدا نمی‌شود. انسان‌ها به عنوان افرادی نفرت‌انگیز، به عنوان دنباله‌روهایی متوسط، مدیران تازه به دوران رسیده، متقلب و عیاش، شکنجه‌گر و قربانیان دست‌بسته نشان داده می‌شوند.

## خواننده و رمان
ویرجینیا وولف می‌گوید: «نخستین گام در عمل خواندن رمان، یعنی تأثیرپذیری تا بیشترین درک، تنها نیمی از فرایند خواندن است. اگر قرار است تا حداکثر لذت را از رمان ببریم، باید به دنبال نیم دیگر باشیم. البته نه با عجله و فوری: منتظر شوید تا غبار خواندن بخوابد، کشمکش و دودلی فرو بنشیند؛ قدم بزنید، صحبت کنید، گلبرگ‌های خشکیدهٔ گلی را بچینید یا بخوابید. آن‌وقت است که ناگهان بدون ارادهٔ ما، کتاب به سمت ما برمی‌گردد.»
رمان مفهومی ذهنی و انتزاعی است. یعنی رمان مبین مفهومی ذهنی است که در نتیجهٔ خواندن رمان‌های بسیار متعدد و کاملاً متفاوت شکل گرفته‌است. پس هرگاه سخن از رمان به میان می‌آوریم، لاجرم تعریفی را تعمیم می‌دهیم که هر قدر از بررسی داستان‌های خاص بیشتر فاصله بگیرد، به همان میزان جالب توجه‌تر و کم معناتر می‌شود. در واقع رمان یا رمانس بدون شرکت خواننده و سعی او در تکمیل اثر، هستی نمی‌یابد. به عبارت دیگر تا زمانی که خواننده نتواند یا نخواهد داستان را بر اساس اشاره‌های نویسنده در ذهنش بیافریند، خواندن واقعی صورت نمی‌گیرد. در این صورت، خود داستان خوانده نمی‌شود، بلکه مطالبی دربارهٔ آن خوانده می‌شود.
خواندن، هنر خلاقی است و دارای همان شرایط و محدودیت‌هایی است که هر بینندهٔ آثار هنری با قوهٔ خیال خود یک قطعه سنگ، رنگ‌های روی بوم، صدا و سایر چیزهایی را که به خودی خود کاملاً بی‌معنا هستند، به اثری صوری و معنادار تبدیل می‌کند. معنی حاصل را تخیل ناشی از نمادها خلق می‌کند و این تخیل باید ابتدا در زمینهٔ کاربرد و معنی نظامی نمادین، فرهیخته باشد. درست همان‌گونه که خود هنرمند فرهیخته شده‌است. خواننده شاید تصور کند که کاملاً پذیرا و فاقد قوهٔ تشخیص است و بکوشد تا بدون هرگونه قضاوت یا دخالتی، دست به تجربه‌ای بزند؛ اما در واقع او مشغول عمل خلاق بسیار فعال و پیچیده‌ای است و دلیل بی‌توجهی او این است که بخش اعظم این عمل در ضمیر ناخودآگاه روی می‌دهد.
برخی از رمان‌های مهم غربی (قرن بیستم) عبارت‌اند از:
- اولیس نوشته جیمز جویس
- گتسبی بزرگ نوشته اف. اسکات فیتزجرالد
- سیمای مرد هنرمند در جوانی نوشته جیمز جویس
- لولیتا نوشته ولادیمیر ناباکوف
- دنیای قشنگ نو نوشته آلدوس هاکسلی
- خشم و هیاهو نوشته ویلیام فاکنر
- ظلمت در نیمروز نوشته آرتور کوستلر
- خوشه‌های خشم نوشته جان استاین‌بک
- ۱۹۸۴ (کتاب) نوشته جورج اورول
- به سوی فانوس دریایی نوشته ویرجینیا وولف
- سلاخ‌خانه شماره پنج نوشته کورت وانگات
- ناتور دشت نوشته جی. دی. سالینجر

## رمان فارسی
به نظر بعضی رمان فارسی با رمان سرگذشت حاجی بابای اصفهانی، به قلم میرزا حبیب اصفهانی آغاز می‌شود. این رمان سرشار است از حقایق تاریخی و اجتماعی عصر قجر، لطایف و بدایع، آداب و رسوم و عقاید ایرانیان و شیوهٔ مملکت‌داری حکام قاجار. محمدتقی بهار می‌گوید: «این رمان به عنوان شاهکار قرن سیزدهم ادبیات فارسی شناخته می‌شود».بعضی دیگر رمان تاریخی شمس و طغرا نوشته محمد باقر میرزا خسروی را آغاز رمان فارسی می دانند و بعضی دیگر رمان اجتماعی تهران مخوف نوشته مشفق کاظمی را نخستین رمان فارسی می دانند. 

### تاریخچه رمان در ایران
این نوع ادبی داستان و داستان‌نویسی بر اثر توسعهٔ ارتباط ایران و اروپا در زبان فارسی پدید آمده‌است؛ و داستان‌نویسی به شیوهٔ امروزی در کشورهای عربی، ترکیه، ایران و هندوستان کمابیش هم‌زمان و در اواخر نیمهٔ دوم قرن نوزدهم باب شده‌است. از موجبات و مقدمات پیدایش رمان در زبان فارسی می‌توان به ورود صنعت چاپ، تأسیس مطبوعات و ترجمه از زبان‌های اروپایی که تحت تأثیر زبان فرانسه و بعدها تحت تأثیر زبان‌های روسی و انگلیسی بوده‌است، اشاره کرد. از رمان‌های این دوره می‌توان به امیرارسلان نامدار، کتاب احمد (نوشتهٔ طالبوف) و سیاحت‌نامه ابراهیم‌بیگ اشاره کرد. داستان فارسی امروزی از آغاز قرن بیستم رواج یافت. گرایش‌های ملی‌گرایانه و جستجوی اساطیر کهن بر داستان‌نویسی این دوره تأثیر گذاشته‌است. در این رابطه می‌توان به آثاری همچون شمس و طغرا، عشق و سلطنت، دام‌گستران، لازیکا، دلیران تنگستان، تهران مخوف، هما، پریچهر، زیبا، جنایات بشر یا آدم فروشان قرن بیستم، دارالمجانین و دسیسه اشاره کرد. رمان آتش بدون دود هفت جلدی :نادر ابراهیمی

### رمان مدرن در ایران
رمان مدرن در ایران با صادق هدایت (بوف کور) آغاز می‌شود. سپس با صادق چوبک (سنگ صبور) و هوشنگ گلشیری (شازده احتجاب) ادامه می‌یابد. جریان مدرنیسم پس از پیروزی انقلاب به حاشیه رانده شد و یک دهه بعد دوباره اقبال بدان افزون گردید. هوشنگ گلشیری مؤثرترین تئوریسین رمان مدرن بعد از انقلاب است که چه با آثار خود چون رمان‌های آیینه‌های دردار و جن‌نامه و چه با درس‌های داستان‌نویسی خود، برخی نویسندگان جوان را به این مسیر سوق داد. رمان‌های نوشدارو (علی مؤذنی، ۱۳۷۰)، سمفونی مردگان (عباس معروفی، ۱۳۶۸)، نقش پنهان (محمد محمدعلی، ۱۳۷۰)، نیمهٔ غایب (حسین سناپور، ۱۳۷۸) و دل دل‌دادگی (شهریار مندنی‌پور، ۱۳۷۷) از جمله نمونه‌های برجسته رمان مدرن در این دوره هستند.
رمان مدرن فارسی پس از انقلاب عمدتاً به نقد وضعیت فرهنگی و سیاسی موجود در جامعه می‌پردازد. رویکرد اصلی جریان مدرن، همچون رئالیست‌های سنتی رویکردی انتقادی است با این تفاوت که موضوع انتقاد آنان نه نظام سلطنتی پیش از انقلاب، بلکه وضعیت سیاسی حاضر است. مهمترین تفاوت مدرنیسم داخلی با مدرنیسم غربی در همین تفاوت نگرش به تحولات اجتماعی نهفته‌است. مدرنیسم غربی با کناره‌گیری از واقعیت بیرونی، به ذهنیت‌گرایی افراطی پناه می‌برد و هیچ‌گونه مسئولیت اجتماعی یا نقش اصلاح‌طلبی برای خود قائل نیست. اما نویسندهٔ مدرنیست داخلی که نمی‌تواند خود را از دغدغه‌های سیاسی و اجتماعی روزانه رها سازد، رویکرد انتقادی اسلاف رئالیست خود را البته با تکنیک‌های روایت ذهنی مدرن در عرصه‌های اجتماعی دنبال می‌کند؛ و بدین ترتیب احساس می‌کند به مسئولیت اجتماعی و ایدئولوژیک خود عمل کرده‌است. رمان مدرن فارسی علی‌رغم آن‌که فرمی مشابه آثار مدرن غرب دارد، نگاه سنتی خود را به موضوعات حفظ می‌کند. روح و اندیشه ذاتی رمان غرب مبتنی بر نیست‌انگاری اومانیستی است و درک این اندیشه مستلزم آشنایی و انس عمیق نویسنده با ادبیات غرب است؛ اما این حس و حال اومانیستی هیچ‌گاه در نویسندگان داخلی به کمال یافت نشده‌است و به همین صورت نوعی دوگانگی و تضاد در صورت و محتوای رمان مدرن فارسی قبل و بعد از انقلاب وجود دارد.
نویسندگان رمان مدرن در نقد هنجارهای ناشی از نوعی تفکر دینی عمدتاً به دو مضمون می‌پردازند. نخست ستیز سنت و مدرنیته در قالب جنگ پدران و پسران و دوم نقد برخی از ارزش‌های اخلاقی رایج؛ گفتمان رمان مدرن فارسی در واقع همان گفتمان صادق هدایت در بحث تجدد و عقب‌ماندگی است که این‌بار فاقد صراحت است.
اولین رمان پست‌‌مدرن در ایران نیز رمان مسلخ روح از بهمن انصاری است که در دهه نود خورشیدی منتشر شد.

### رمان زنانه

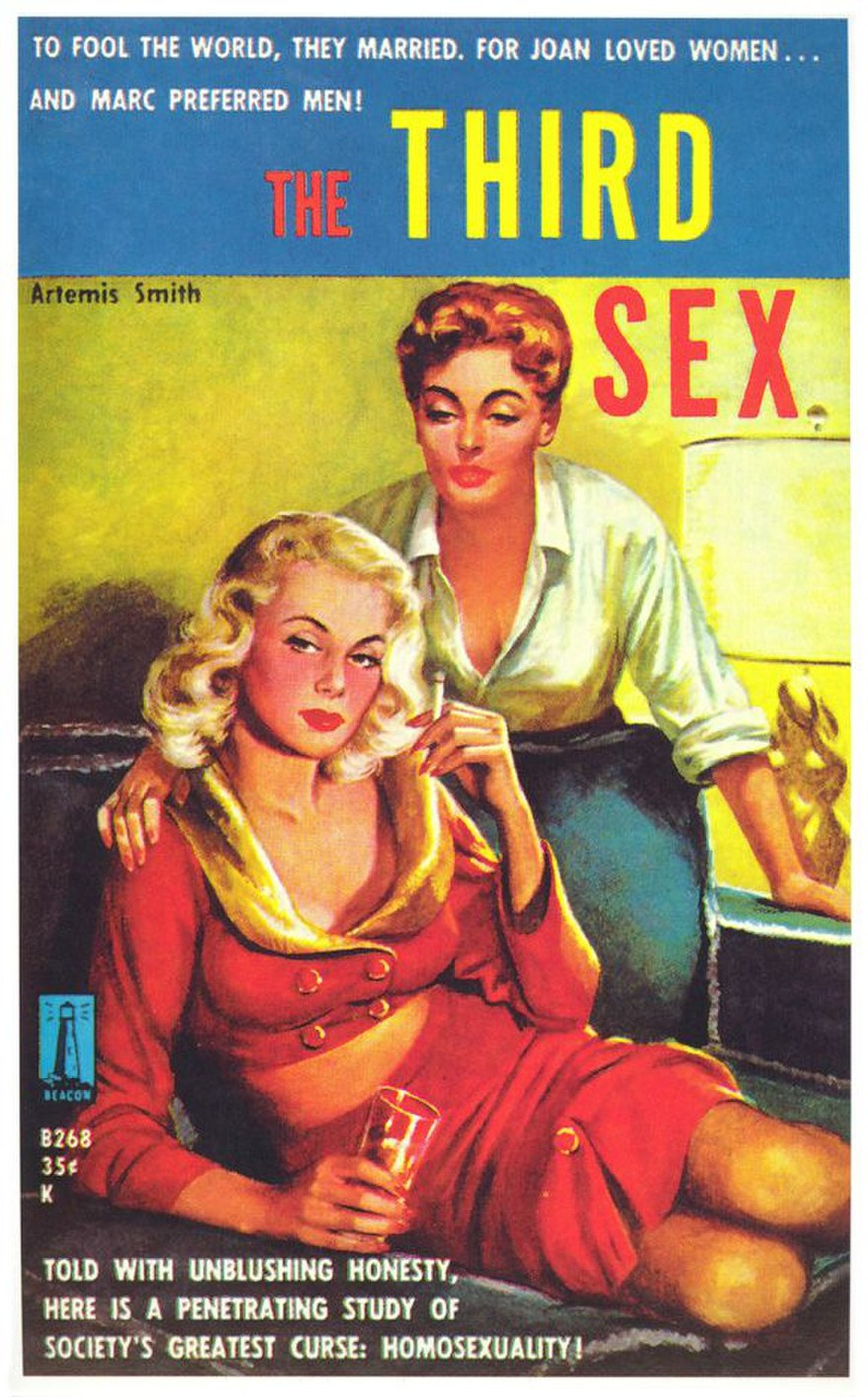
رمان سکس سوم (Thirdsex)

در بوف کور دو شخصیت زن وجود دارند. یکی زنی اثیری با چشم‌های جادویی و اندام اثیری و دیگری زنی لکاته و بدکاره. بعد از هدایت نیز نویسندگان بسیاری بوده‌اند که با سبک و تکنیک مدرن نوشتند اما آن‌ها نیز برای شخصیت زن داستان خود، همین دو شخصیت را انتخاب کردند. سیمین دانشور اولین زنی است که در رمانش سووشون، این نگاه سنتی به زن را شکسته‌است. زری شخصیت اصلی کتاب، زنی است با ترس‌ها و تنهایی‌هایش که به تدریج در خلال داستان تحول پیدا می‌کند؛ گرچه او در ابتدا زنی ترسو و محافظه‌کار است، اما در پایان به زنی شجاع بدل می‌شود. این نگاه منجر به شکل‌گیری نوع جدیدی از رمان در ایران شده‌است که به رمان زنانه مشهور است. موضوع اصلی رمان‌های زنان بر محور مسایل خود آنان دور می‌زند. به نظر آن‌ها رمان بهترین محمل برای بروز دنیای درونی، تنهایی، دردها و رنج‌های آنان است و می‌تواند آنان را در راه احقاق حقوق خود یاری کند. زنان رمان‌نویس به سختی تلاش می‌کنند تا هویت خویش را در زمینه‌های اجتماعی، فرهنگی و به ویژه ادبی ابراز کنند. جوایزی که در سال‌های اخیر به دست آورده‌اند، نشانهٔ قابلیت و سعی و تلاش آنان است. پیش از انقلاب زنان رمان‌نویس اندکی وجود داشتند اما پس از انقلاب به تعدادشان افزوده شده‌است. اکنون حدود پنجاه زن رمان‌نویس وجود دارند که بیش از نیمی از آن‌ها تحصیل کرده هستند. از میان آن‌ها می‌توان به زویا پیرزاد، فریبا وفی، سپیده شاملو و دیگران اشاره کرد.

## انواع گونه‌ها
- عاشقانه
- اجتماعی
- طنز
- جنایی
- پلیسی
- مافیایی
- معمایی(کارآگاهی)
- تخیلی (فانتزی)
- ترسناک
- درام
- تراژدی
- جاسوسی
- علمی-تخیلی
- تاریخی
- سیاسی
- اروتیک
- فرهنگی

## چند رمان مهم فارسی
برخی از رمان‌های مهم فارسی عبارت‌اند از:
- بامداد خمار نوشته فتانه حاج سیدجوادی (پرفروش‌ترین رمان ایران)[۲۳]
- بوف کور نوشته صادق هدایت
- سنگ صبور نوشته صادق چوبک
- شازده احتجاب نوشته هوشنگ گلشیری
- جای خالی سلوچ نوشته محمود دولت‌آبادی
- ملکوت نوشته بهرام صادقی
- همسایه‌ها نوشته احمد محمود
- مدیر مدرسه نوشته جلال آل‌احمد
- سووشون نوشته سیمین دانشور
- سمفونی مردگان نوشته عباس معروفی
- شوهر آهو خانم نوشته علی محمد افغانی
- کلیدر نوشته محمود دولت‌آبادی
- سال‌های ابری نوشته علی اشرف درویشیان
- چشم هایش بزرگ علوی
- تنگسیر صادق چوبک